# Hasta Mitra
Pour les articles homonymes, voir Mitra.
Hasta Mitra est une maison d'édition indonésienne fondée par Hasjim Rahman, Joesoef Isak et Pramoedya Ananta Toer, trois prisonniers politiques indonésiens incarcérés sur l'île de Buru, à la suite de la campagne de répression qui suivit le mouvement du 30 septembre.
Après leur libération en 1979, ils fondèrent Hasta Mitra en avril 1980, afin de travailler dans les domaines qui avait été les leurs de nombreuses années auparavant, le journalisme et la littérature. Ils furent par la suite rejoints par une vingtaine d'autres anciens prisonniers politiques.
Le premier livre publié l'année de la fondation, Bumi manusia (Le Monde des hommes), premier tome de la tétralogie de Buru, œuvre de Pramoedya, sera suivi l'année d'après par Anak Semua Bangsa, le second tome. Les deux ouvrages rencontrant un certain succès commercial, le premier se vendant à 60 000 exemplaires en six mois et le second réimprimé trois fois durant la même période, avant d'être l'un et l'autre interdits par la censure gouvernementale, le 29 mai 1981, pour « mise en danger de la stabilité nationale ». ((id)) Pembredelan ini dilakukan hanya setelah jaksa agung yang lama diganti⇔ et le vice-président indonésien de l'époque, Adam Malik, qui avait déjà salué la sortie des deux romans, se trouvait à l'étranger.
Un certain nombre de soutiens, notamment la Fondation Toyota qui s'était engagée à appuyer la publication des œuvres de Pram au Japon, s'effacèrent à la suite de l'interdiction du livre, prononcée par la Kejaksaan Agung.

## Après l'interdiction
À la suite de l'interdiction, tous les libraires reçurent la visite d'agents mandatés par la Kejaksaan Agung, chargés de saisir tous les exemplaires des deux ouvrages interdits. Certains des vendeurs avaient déjà pris l'initiative de retourner eux-mêmes les ouvrages incriminés. En août 1981, seuls 972 des 20 000 exemplaires imprimés, avaient été réunis par la Kejaksaan Agung. 
Apparemment de nombreux libraires choisirent même de vendre sous le manteau les exemplaires restants. Aucun libraire n'ayant payé les livres reçus à Hasta Mitra, leur situation financière continua à se dégrader. Au milieu des années 1980, la boutique d'Hasta Mitra, à Senen, était le seul point de vente officiel dans lequel on puisse se procurer leurs publications, mais les dettes s'accumulant le magasin fut forcé de fermer ses portes. Les projets de publications d'œuvres d'autres anciens prisonniers politiques furent abandonnés.
Après l'interdiction, Hasjim s'employa à vendre à l'étranger les exemplaires encore en stock. Il contacta un certain nombre de bibliothèques, de centres de recherche et de librairies, mais n'obtint pas toujours des réactions positives.
La situation nécessita de faire publier à l'étranger, les œuvres de Pramoedya, en réunissant auprès de proches 50 000 florins pour fonder une succursale à Amsterdam, désignée par la traduction en latin du nom de son ainée indonésienne, Manus Amici. La maison d'édition et la librairie furent installées dans le centre d'Amsterdam et gérée par Edi Tahsin, eksil Indonesia dari Tiongkok yang sejak 1977 bermukim di Belanda⇔un Chinois d'Indonésie (un indonésien d'origine chinoise) installé aux Pays-Bas depuis 1977. Au mois de septembre 1981, elle publia la traduction néerlandaise de Bumi Manusia intitulé Aarde Der Mensen, suivi par Anak Semua Bangsa. 
Un certain nombre d'éditeurs publiaient des œuvres de Pramoedya sans payer de redevance au titre des droits d'auteur. En Malaisie, par exemple, l'éditeur Abbas Bandung retira un profit substantiel de la vente des œuvres de Pramoedya, y compris Keluarga Gerilya qui, dans les années 1970, devint lecture obligatoire dans les collèges. Au milieu de l'année 1987, Pramoedya poursuivit l'éditeur Pustaka Antara pimpinan⇔dirigé par Datuk Aziz Ahmad, pour ne pas avoir payé de droits d'auteurs.

## Le développement d'Hasta Mitra
Après la Reformasi, à la fin 1999, en collaboration avec une imprimerie de Yogyakarta, Arok Dedes est publié, ce qui permit à Hasta Mitra de verser à Pramoedya des droits d'auteurs pour la première fois.
En octobre 1999 Hasjim Rachman décède des suites d'un cancer de la gorge, toutes les activités d'édition depuis la correction des manuscrits, la mise en page, la gestion de l'impression et de la diffusion sont alors assurées par Joesoef Isak seul.
En dehors des œuvres de Pramoedya, l'éditeur a également été le premier à avoir publier une traduction en indonésien du Capital de Karl Marx.